# Litsea connorsii
Litsea connorsii är en lagerväxtart som beskrevs av B.P.M. Hyland. Litsea connorsii ingår i släktet Litsea och familjen lagerväxter. Inga underarter finns listade i Catalogue of Life.